# Operation Silver Wake
Operation Alba • Operation Libelle • Operation Cosmas
Bei der Operation Silver Wake handelte es sich um eine von den Vereinigten Staaten geführte „Nichtkombattanten-Evakuierungsoperation“ (non-combatant evacuation operation, NEO) in Tirana, der Hauptstadt Albaniens während der bürgerkriegsähnlichen Unruhen ("Lotterieaufstand") im März 1997. Im Rahmen der Operation wurden vornehmlich amerikanische Staatsbürger, aber auch Zivilpersonen anderer Staaten evakuiert.

## Lage vor der Evakuierung
Die Unruhen in Albanien begannen Anfang 1997, als die teils von der Regierung geförderten Pyramiden- respektive Schneeballsysteme zur scheinbar sicheren Geldanlage zusammenbrachen und jeder vierte Albaner in den finanziellen Ruin getrieben wurde. Die Albaner gingen auf die Straße, forderten ihr Geld zurück und forderten den Rücktritt der Regierung, da diese sich nicht klar gegen die unseriösen Pyramidensysteme gestellt oder sie sogar gefördert hatte. Als die Rückzahlungen ausblieben, eskalierten die Unruhen. Es wurden Geschäfte geplündert und offen gegen die Staatsgewalt revoltiert. Besonders im Süden des Landes und in der Hauptstadt Tirana spitzte sich der Aufstand zu. Landesweit wurden auch Waffenlager des Militärs und der Polizei geplündert. Sehr große Teile der Bevölkerung waren plötzlich bewaffnet und nutzen dies nicht nur zum politischen Protest, sondern auch zur persönlichen Bereicherung. Die staatliche Autorität brach zunehmend zusammen, Teile des Militärs und der Polizei desertierten.
Später schätzte man, dass im Laufe der ersten Monaten des Jahres mehr als fünf Millionen Waffen und große Mengen Munition aus staatlichen Waffenlagern geplündert wurden. Darunter befanden sich nicht nur Sturmgewehre, Panzerabwehrwaffen und MANPADS (z. B. 9K32 Strela-2, oder: SA-7 „Grail“), sondern auch größere Waffensysteme wie T-54 Panzer, die teils mit Zivilisten besetzt durch die Straßen der Städte „spazierenfuhren“. In den Städten kam es zu permanenten Schießereien, bei denen mit AK-47 bewaffnete Männer, Frauen und sogar kleine Kinder wahllos in die Luft schossen.
Die Regierungen vieler westlicher Staaten waren zunehmend besorgt um die Sicherheit ihres Botschaftspersonals und ihrer in Albanien befindlichen Staatsbürger.

## Die Ausgangslage bei dem amerikanischen Streitkräften
Die zu dieser Zeit ausschließlich für das Mittelmeer zuständige 6. US-Flotte war für ihre unterschiedlichen Aufgabenstellungen in verschiedene Task Forces gegliedert. Eine diese Task Forces umfasste eine sogenannte „Amphibious Ready Group“ (ARG) und eine „Marine Expeditionary Unit“ (MEU). In diesem Verband waren sowohl Kriegsschiffe, Kampfflugzeuge, Hubschrauber als auch Bodentruppen kombiniert. Der Verband ist in der Lage, für eine längere Zeitspanne selbstständig zu operieren, und kann sowohl Angriffs-, Unterstützungs- als auch z. B. Evakuierungsmissionen durchführen. Er hat eine Mannschaftsstärke von insgesamt etwa 5000 Seeleuten und US-Marines.
Die ARG/MEU der 6. US-Flotte bestand zu dieser Zeit bestand aus den folgenden Schiffseinheiten der US-Navy:
- Nassau (LHA-4)
- Nashville (LPD-13)
- Pensacola (LSD-38)
- Ramage (DDG-61)

Auf den Schiffen waren etwa 30 Transport- und Kampfhubschrauber, vorwiegend die Typen AH-1W Super Cobra, CH-46E Sea Knight, CH-53E Super Stallion sowie sechs Kampfflugzeuge vom Typ AV-8B Harrier II (Senkrechtstarter) stationiert.
Der Kommandeur der ARG, Captain Kenneth Golden, operierte von Bord der USS Nassau und trug die Bezeichnung COMPHIBRON (Commander Amphibious Squadron). Er fungierte in dieser Rolle als Kommodore für alle Schiffe der ARG.
Der wesentliche Bestandteil des Verbandes war die 26. Marine Expeditionary Unit. Sie umfasste die Bodentruppen, die während einer Mission an Land gingen. Dieser Verband war zudem in der Lage „Spezialoperationen“ durchzuführen und trug daher den Namenszusatz „Special Operations Capable“ (SOC). Die 26. MEU(SOC) war Teil der übergeordneten II. Marine Expeditionary Force der US-Marines und setzte sich aus einem Kommandoelement, einem Bodenkampfelement, einem Luftkampfelement und einem Logistikkampfelement zusammen. Die Personalstärke betrug etwa 2400 Marines.
Der Kommandeur der 26. MEU(SOC) war Oberst Emerson Gardner.

## Nichtkombattanten-Evakuierung (NEO)

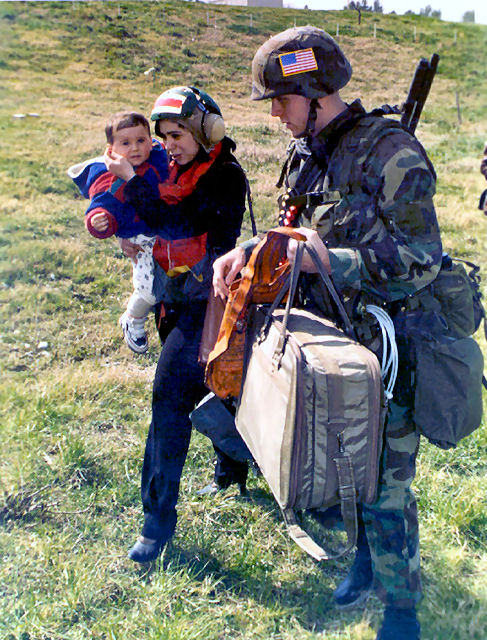
Ein Militärpolizist der US-Marines der 26. MEU(SOC) begleitet Zivilisten, 14. März 1997

Seit dem Ende des Kalten Krieges sind „militärische Operationen außerhalb von Kriegseinsätzen“ (Military Operations Other Than War, MOOTW) zu einem festen Bestandteil der Operationen des US Marine Corps geworden. Die häufigste dieser Operationen ist die „Nichtkombattanten-Evakuierung“ (non-combatant evacuation operation, NEO). Beginnend mit der Operation Frequent Wind in der Schlussphase des Vietnamkrieges Ende April 1975, hatten die USA bis zu diesem Zeitpunkt neun Missionen dieser Art durchgeführt. In diesen Missionen wurde vorwiegend Botschaftspersonal und andere US-Staatsbürger, die z. B. durch Anarchie, Bürgerkrieg oder Naturkatastrophen bedroht waren, meist auf vor der Küste operierende US-Kriegsschiffe evakuiert. Diese Missionen fanden ausschließlich in Afrika, dem Nahen Osten oder Südostasien statt.
Die Operation Silver Wake sollte die erste NEO des US Marine Corps in Europa werden.

## Vorbereitungen
Das amerikanische Außenministerium schätzte Anfang März 1997, dass sich zu diesem Zeitpunkt etwa 2000 US-Amerikaner in Albanien aufhielten, davon etwa 60 % in Tirana und der unmittelbaren Umgebung. Viele von ihnen gehörten zum US-Friedenscorps. Einige dieser Personen hatten bereits begonnen, selbstständig das Land zu verlassen. So erreichte Anfang März eine Gruppe von 20 US-Bürgern Mazedonien auf dem Landweg.
Die 6. US-Flotte beobachtete die Situation aufmerksam. Oberst Gardner, der Kommandeur der 26. MEU(SOC), hielt sich nach eigenen Angaben „bereit“. Während sich die Lage in Albanien zusehends verschlechterte, sollte die ARG/26.MEU(SOC) planmäßig einen Hafen in Malta anlaufen. Oberst Gardner drängte bei seinem Vorgesetzten Vizeadmiral Charles S. Abbot darauf, den Kurs eines Schiffes, der USS Nashville, aber nach Korfu in Griechenland zu ändern. Dort wären dann Teile der MEU viel näher an albanischen Gewässern und könnten schneller auf jede Eventualität reagieren. Dieser Empfehlung folgte sein Vorgesetzter, und die ARG teilte sich auf. Während die USS Nassau und die USS Ramage planmäßig zu ihrem Besuch nach Malta fuhren, verlegte die USS Nashville vor die griechische Insel Korfu. Zuvor befahl Oberst Gardner dem „Forward Command Element“ (FCE) unter dem Kommando des MEU Executive Officers Oberstleutnant Daniel F. Tarpey, vier Transporthelikopter vom Typ CH-46E Sea Knight und zwei Kampfhubschrauber vom Typ AH-1W SuperCobra (Spitzname: Whiskey Cobra) von der USS Nassau auf die USS Nashville zu verlegen. Von dort aus waren die Marines der an Bord befindlichen Infanteriekompanie in der Lage, bei Bedarf schnell die US-Botschaft in Tirana zu erreichen.
Oberst Gardner leitete sein Einsatzkonzept an die 6. US-Flotte und das Europäische Kommando der Vereinigten Staaten (EUCOM) weiter und meldete in der sich zuspitzenden Situation die Einsatzbereitschaft der 26. MEU(SOC). Diese Vorsichtsmaßnahmen sollten sich bereits in den nächsten Tagen als vorteilhaft erweisen.

## Befehlshaber und Dauer der Operation
Die ARG und die 26. Marine Expeditionary Unit (SOC) erhielten den Befehl zur Durchführung der Operation Silver Wake am 13. März vom Befehlshaber der 6. US-Flotte und der Joint Task Force, Vizeadmiral Abbot. Geleitet wurde die Operation gemeinsam von Kapitän Kenneth Golden, Kommandeur der ARG, und von Oberst Emerson Gardner, dem Kommandeur der 26. MEU(SOC), wobei Oberst Emerson den Befehl über die Luft- und Landstreitkräfte hatte. Der oberste Dienstherr der Operation war Generalleutnant Peter Pace, zu dieser Zeit Direktor für Operationen (J-3) im Joint Staff der US-Streitkräfte.
Die Operation erstreckte sich in ihrem Kern vom 13. März bis 26. März 1997. Nach diesem Datum wurden keine Zivilisten mehr ausgeflogen.

## Ablauf der Operation

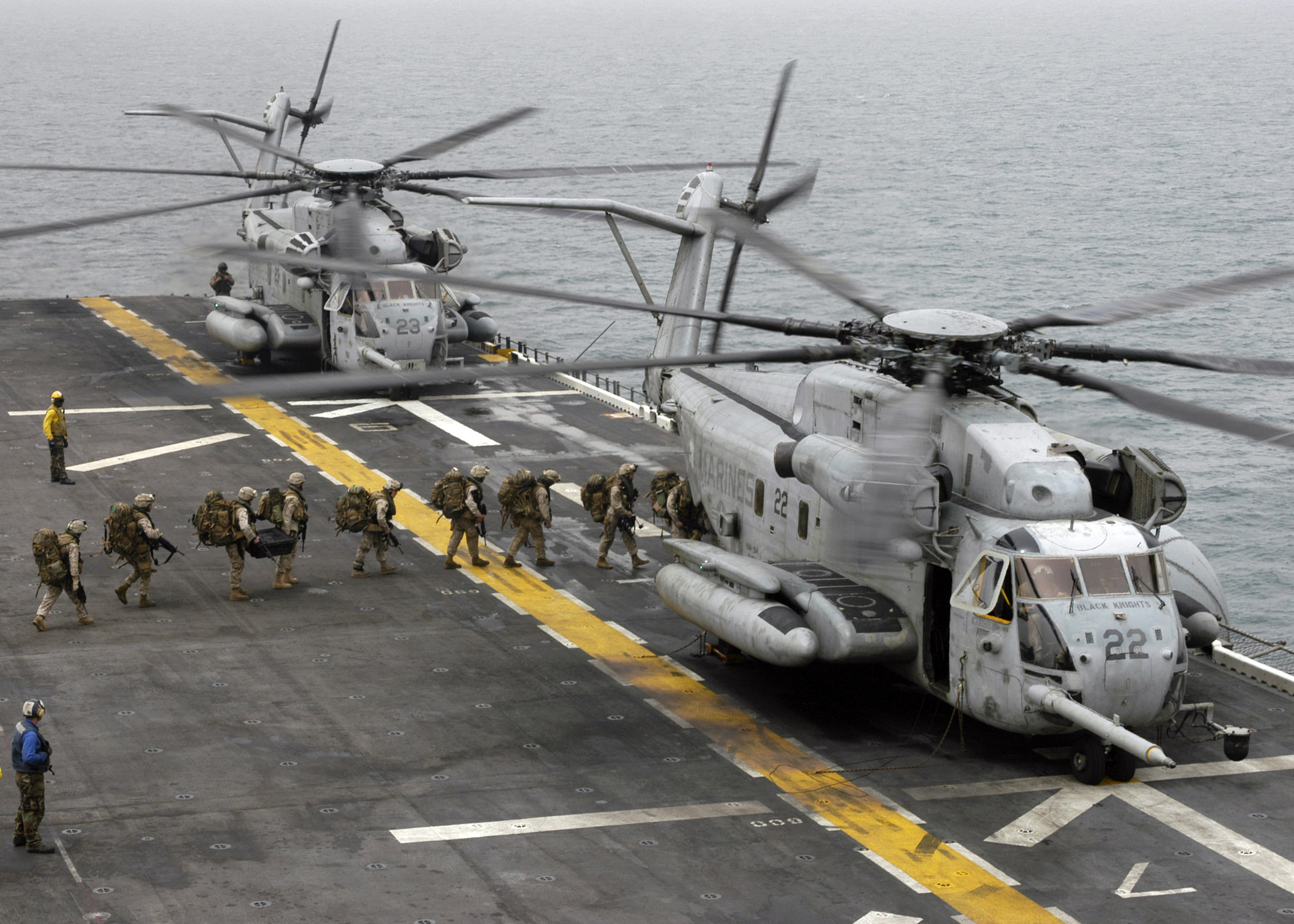
US-Marines eines Bataillon Landing Teams gehen an Bord eines CH-53E Super Stallion Hubschraubers (exemplarische Aufnahme von 2007)

### 13. März, Auftakt
Am 13. März bat Marisa Lino, die US-Botschafterin in Tirana, ihre Vorgesetzten im US-Außenministerium um die Evakuierung amerikanischer Bürger und um zusätzliche Sicherheitsmaßnahmen für die US-Botschaft. Nur die USS Nashville und ihre an Bord befindliche Kompanie US-Marines lag vor Korfu und war damit nah genug an Tirana, um schnell auf diese Bitte zu reagieren. Oberst Gardner gab den Befehl, alle nötigen Schritte einzuleiten und unverzüglich ein Vorauskommando zur Botschaft zu entsenden. Diese Vorhut sollte sich ein Bild von der Lage machen.
Gegen 18:30 Uhr MEZ starteten die Hubschrauber von der USS Nashville mit dem sechsköpfigen „Forward Command Element“ (FCE), vier Männern der 26. MEU Unterstützungs- und Servicegruppe (MSSG), die das „Evacuation Control Center“ (ECC) bildeten, sowie einem 40-Mann Zug der C-Kompanie des 1. Bataillons, 8. Marine Regiment zur Absicherung der Aktion. Die Marines unter dem Kommando von Oberstleutnant Daniel F. Tarpey waren darüber informiert worden, dass die Lage relativ ruhig sein sollte. Als sie sich der Landezone näherten, waren sie allerdings angesichts der großen Menge an Leuchtspurmunition, die den Nachthimmel erfüllte, sehr überrascht und beunruhigt. Die Marines landeten auf einer Wiese am Fuße einer großen Senke inmitten des zur Botschaft gehörigen Wohnkomplexes „Rilindja Ridge Housings“. Die Landezone lag etwa 1,5 km südöstlich der US-Botschaft. Sie trafen dort überraschenderweise auf 51 Angehörige der Botschaft, hauptsächlich Frauen und Kinder, die bereits auf eine sofortige Evakuierung warteten. Diese Lage überraschte Oberstleutnant Tarpey zwar, er entschied aber umgehend, die Personen an Bord der Hubschrauber zu nehmen und beförderte sie zur USS Nashville. Nach der Ankunft dort und einem kurzen Check ging es für die Evakuierten per Hubschrauber direkt weiter nach Brindisi in Italien, wo Mitarbeiter des amerikanischen Außenministeriums sich ihrer annahmen.
Die Marines machten sich derweil an die Sicherung der Landezone und des Wohnkomplexes. Das FCE wurde in dem leerstehenden Haus eines Botschaftsangestellten eingerichtet, während sich das ECC auf einem Parkplatz in der Nähe des Haupttores des Wohnkomplexes einrichtete. Leutnant John K. Jarrard grub sich mit seinem Zug Marines um den Wohnkomplex herum ein und sorgte für die Sicherheit. Das Gelände des Wohnkomplexes war vollständig von einem knapp drei Meter hohen Metallzaun umgeben. Obwohl das nicht dringend benötigte Botschaftspersonal mit seinen Familienangehörigen zu diesen ersten Evakuierten zählte, blieben Botschafterin Marisa Lino und 17 weitere Diplomaten während der ganzen Operation in der US-Botschaft, um weitere Evakuierungen zu unterstützen und den Kontakt zur albanischen Regierung bei der Lösung des Konflikts nicht abreißen zu lassen.
Abgesehen von den 51 Angehörigen der Botschaft und ihren Familien wurden an diesem Tag keine weiteren Personen evakuiert, denn mit Einbruch der herannahenden Dunkelheit wurden alle Flüge eingestellt. Der Flugbetrieb in der Nacht war mit größeren Gefahren verbunden, da der Beschuss durch Kleinwaffen in der Dunkelheit spürbar zunahm. Die Albaner gingen abends, wie ein Marine es ausdrückte, auf die dunklen Straßen, „um ein paar Magazine in den Himmel zu pusten“. Der Zug Marines am Wohnkomplex hatte eine unruhige Nacht, da nur 18 Mann zur Sicherung für einen Bereich zur Verfügung standen, der regulär zwei komplette Züge erfordert hätte. In der Nacht schlugen immer wieder verirrte Kugeln in den Wohnkomplex ein.
Die drei weiteren Schiffe der Amphibious Ready Group, die sich in Malta befanden, erhielten bereits im Laufe des 13. März den Befehl, in die Gewässer vor Durrës zu verlegen. Sie machten sich mit Höchstgeschwindigkeit auf den Weg.

### 14. März, Schusswechsel und Unterbrechung der Evakuierung

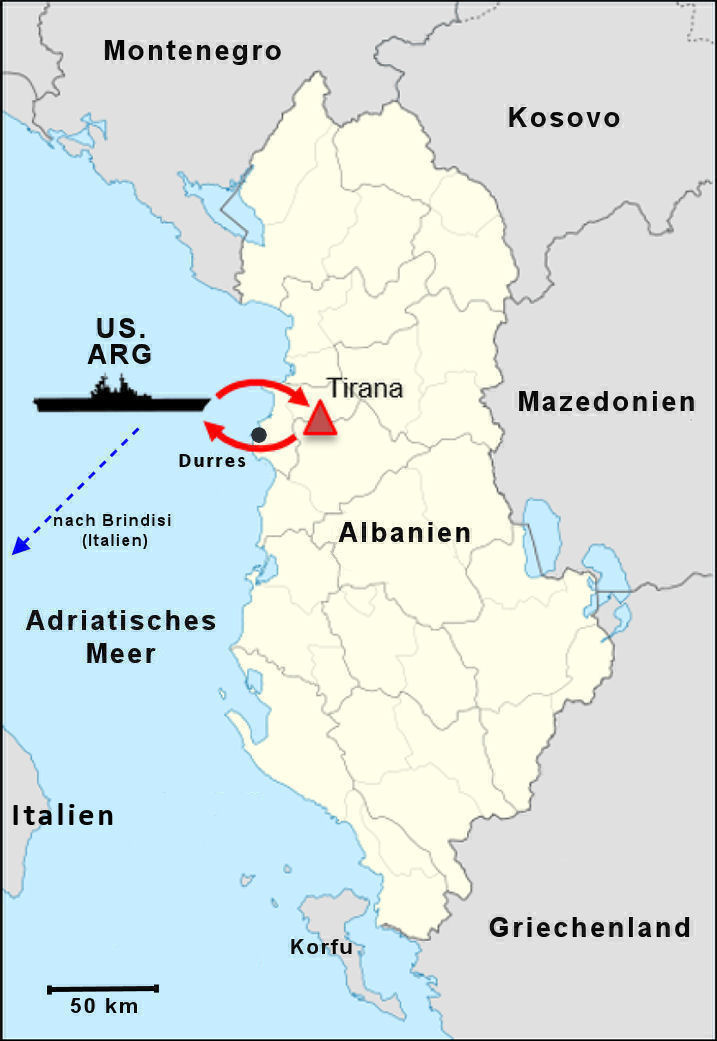
Evakuierungswege der US-Flotte im Rahmen der Operation Silver Wake 13.–26. März 1997

Am Morgen des 14. März hatten die drei Schiffe die etwa 750 Kilometer von Malta bis zur albanischen Küste zurückgelegt und ARG/26. MEU(SOC) war wieder vollständig. Nun verlegte das 365. mittlere Transportgeschwader (HMM 365) mithilfe von elf Transporthubschraubern vom Typ CH-46E Sea Knight und CH-53E Super Stallion etwa 150 Marines in die kleine Landezone an den „Rilindja Ridge Housings“. Diese Truppe bestand aus der verstärkten B-Kompanie des 1. Bataillons, 8. Marine Regiment, einem vollständigen „Evacuation Control Center“ (ECC) und einem taktischen Bataillon Landing Team (BLT, Bataillons-Landungsteam, die Bodenkampf-Komponente des MEU). Zwei Züge der Marines und das ECC wurden um den Wohnkomplex herum eingesetzt, während sich ein weiterer Zug auf den Weg zur Botschaft machte und das dortige Gelände und die Gebäude sicherte.
In einem Presse-Briefing des US-Verteidigungsministeriums am Vormittag des 14. März sagte Generalleutnant Peter Pace, Mitglied des Joint Staff und oberster Dienstherr der Operation Silver Wake, dass es zwar „keinen Hinweis“ auf eine „organisierte Feindseligkeit gegen Amerikaner in Albanien“ gebe, dass aber trotzdem „keine Kontrolle vor Ort gewährleistet“ sei. „Die Leute schießen wahllos mit Waffen, und in einem solchen Umfeld möchte man sicherstellen, dass die Evakuierung seiner Leute so sicher wie möglich ist“, sagte Pace weiter.
Auf den Rückflügen der Hubschrauber zu den Schiffen wurden ständig weitere Zivilisten ausgeflogen. Der Plan, einen großen Flugplatz im Norden der Stadt für die weitere Evakuierung zu nutzen, wurde laut Oberstleutnant Tarpey in letzter Minute verworfen, da es an einem Ende der Landebahn zu heftigen Kämpfen zwischen rivalisierenden Gruppen von Albanern gekommen war. Dort, am Flugplatz Lapraka, landeten um 15:40 Uhr MEZ die ersten deutschen Hubschrauber im Rahmen der Operation Libelle, einer parallel stattfindenden Evakuierungsmission der Bundeswehr (siehe unten).
Am Vormittag, während bereits wieder etwa 50 Zivilisten auf dem Gelände des Wohnkomplexes auf ihre Evakuierung warteten, kam es zum ersten von drei Schusswechseln des Tages zwischen den AH-1W SuperCobra Begleithubschraubern und bewaffneten Albanern.
Beim ersten Zwischenfall gegen 10:00 Uhr MEZ wurde ein Begleithubschrauber von einer Hügelformation südwestlich des Wohnkomplexes Rilindja Ridge von einem schweren Maschinengewehr beschossen. Es gab keine Treffer und auch kein Gegenfeuer des Helikopters. Kurz nach diesem Zwischenfall überflog ein weiterer AH-1W SuperCobra, gesteuert von Oberstleutnant Richard J. Crush und Hauptmann Dennis J. Kiely, eine verlassene S-60 Flugabwehrstellung auf der gleichen Hügelformation, von der aus bereits der erste Beschuss erfolgt war. Sie beobachteten dort einen Mann, der ein Rohr, offenbar eine schultergestützte Luftabwehrrakete (Manpad, eventuell eine SA-7 oder eine RPG-7 Panzerbüchse) in ihre Richtung hielt. Kiely feuerte Flares (Infrarot-Täuschkörper) ab, während Crush die SuperCobra stark nach unten drückte und auszuweichen versuchte. Crush überflog die Position ein zweites Mal, jetzt mit seinem Flügelmann dicht hinter ihm. Hauptmann Kiely erinnerte sich im Interview:

“As we once again passed abeam of them a different character jumped up and picked up the tube and put it to his shoulder. This time I really thought he was going to launch it. He just had that look...[...] Col Crush breaks hard down, we pop off a bunch of flares and say, OK you bastards, this time it’s going to be it. As soon as Col Crush breaks hard and down I start seeing smoke and orange fire and I thought they had launched on us. What it turned out was Woodman and Trigger [their wingman] were there and saw them raise the tube and they didn’t know what they were going to do, and they just opened up on them. I guess that was the rounds impacting on the deck.”

„Als wir erneut über ihnen waren, sprang eine andere Person auf, hob das Rohr hoch und legte es auf seine Schulter. Diesmal dachte ich wirklich, er würde es abfeuern. Er hatte einfach diesen Blick … […]. Oberst Crush geht hart runter, wir schießen wieder ein paar Flares [Infrarot-Täuschkörper] ab und sagten: „OK, ihr Bastarde, dieses Mal wird es klappen.“ Sobald Crush hart abgedreht war, sehe ich Rauch und orangefarbenes Feuer, und ich dachte, sie hätten [ihre Rakete auf uns] abgefeuert. Es stellte sich aber heraus, dass Woodman und Trigger [ihre Flügelleute] schon da waren und sahen, wie sie [die Albaner] das Rohr hoben, aber nicht wußten, was sie tun sollten, und [Woodman und Trigger] eröffneten einfach das Feuer [mit ihrer 20mm Bordkanone] auf sie. Was wir sahen, war also wahrscheinlich der Einschlag ihrer Geschosse auf dem Boden.“

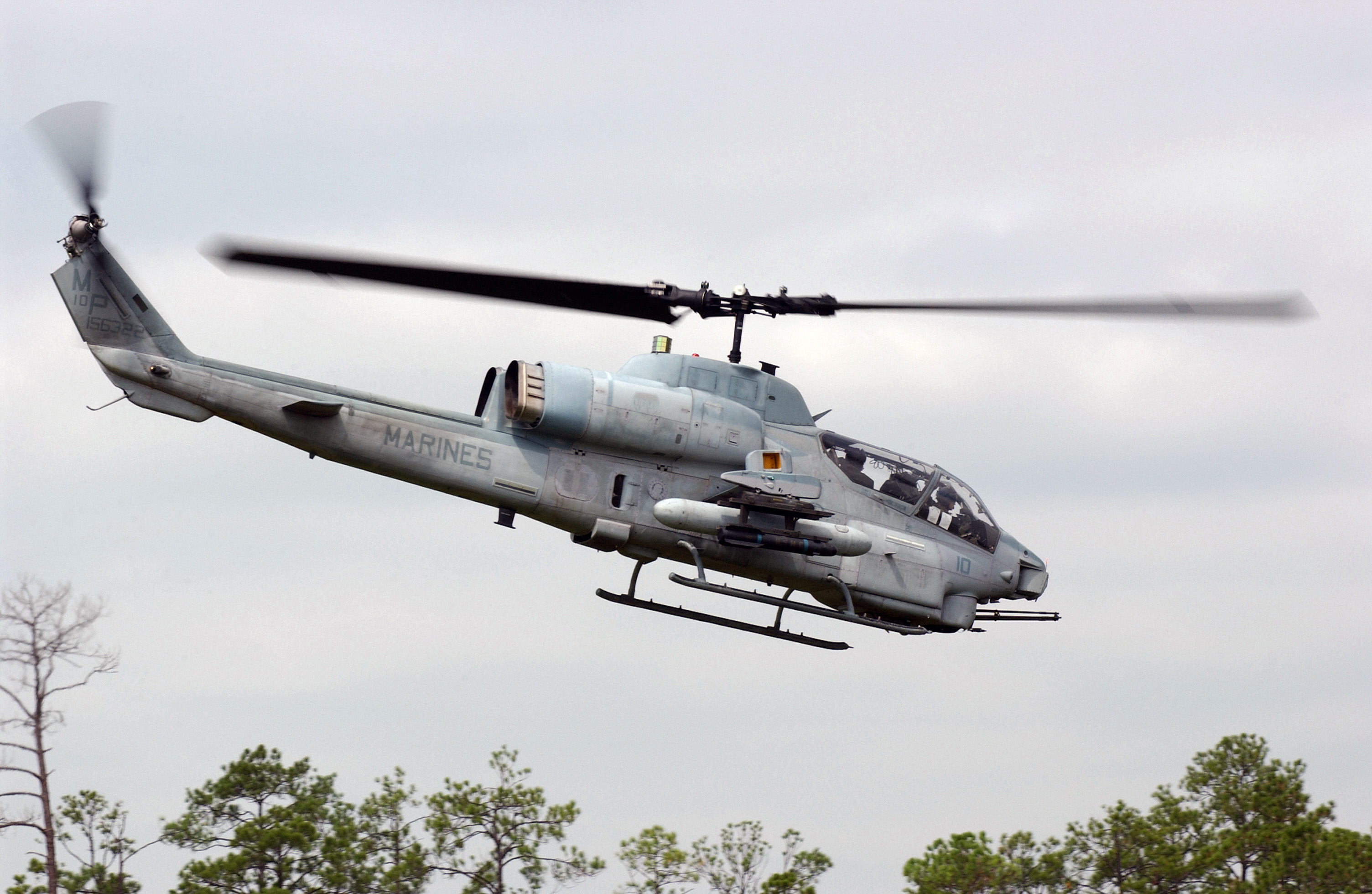
Ein AH-1W SuperCobra Kampfhubschrauber des US Marine Corps (exemplarische Aufnahme von 2003)

Augenscheinlich trafen die von dem amerikanischen Hubschrauber abgefeuerten Geschosse keinen der Albaner, veranlassten diese aber zur Flucht.
Kurze Zeit später kam es um etwa 12:30 Uhr MEZ zu einem dritten Zwischenfall. Ein weiterer SuperCobra Hubschrauber erhielt wieder aus der gleichen Flak-Stellung vom Vormittag Maschinengewehrfeuer, wahrscheinlich aus einem 14,5-mm-Maschinengewehr KPWT. Nachdem er, ohne einen Treffer zu erhalten, zweimal unter Beschuss geraten war, erwiderte der amerikanische Hubschrauber das Feuer mit seinen 70-mm-Luft-Boden-Raketen (Typ Hydra 70). Die Raketen trafen die Flak-Stellung und zerstörten sie offenkundig, denn das Feuer verstummte. Ob es bei diesem Beschuss Tote oder Verwundete unter den Albaner gegeben hat, ist nicht bekannt.
Zu dem Vorfall mit der schultergestützten Luftabwehrrakete gibt es unterschiedliche Angaben. Generalleutnant Peter Pace, Direktor für Operationen (J-3) im Joint Staff der US-Streitkräfte, gab auf einer Pressekonferenz des US-Verteidigungsministeriums am 14. März an, dass es zu einem tatsächlich erfolgten „Beschuss“ mit einer solchen Waffe gekommen sei. (“The report that we have is that the pilot and the co-pilot saw a man-portable missile fired, and that they returned fire.” (Peter Pace, deutsch: „Uns liegt ein Bericht vor, wonach der Pilot und der Co-Pilot eine tragbare Rakete sahen, die abgefeuert wurde, und das Feuer erwiderten.“)) Auf einer späteren Pressekonferenz des Verteidigungsministeriums am gleichen Tag gab der telefonisch hinzugeschaltete Oberst Gardner hingegen an, dass es zu keinem Beschuss mit einer schultergestützten Waffe gekommen sei:

“No missile was fired at any helicopter. A shoulder-launched device, such as a RPG or an SA-7 was taken from the lap of an individual and brought up to his shoulder. That was seen as a threatening act by the pilot and he was taken under fire.”

„Es wurde keine Rakete auf einen Hubschrauber abgefeuert. Eine schultergestützte Waffe, wie eine Panzerfaust oder eine SA-7, wurde von einer Person aufgenommen und an die Schulter gehalten. Dies wurde vom Piloten als Bedrohung aufgefasst, und die Person wurde unter Beschuss genommen.“

Auch die Piloten der Hubschrauber gaben laut David B. Crist lediglich eine „Bedrohung“ durch eine solche Waffe zu Protokoll. Vermutlich handelt es sich bei der Version von Generalleutnant Pace um einen frühen Informationsstand. Man kann daher davon ausgehen, dass keine Rakete auf die Hubschrauber abgefeuert worden war.
Auch zu dem Beschuss durch das „schwere Maschinengewehr“ beim ersten Zwischenfall des Vormittags gibt es unterschiedliche Aussagen. David B. Crist zitiert einen Hubschrauberpiloten mit der Aussage, dass er in der Flak-Stellung „eine Flugabwehr-Selbstfahrlafette vom Typ ZSU-23-4“ gesehen habe.
Nach diesen Vorfällen ordnete der Befehlshaber der 6. US-Flotte, Vizeadmiral Abbott, eine Unterbrechung der Evakuierung an, um die Bedrohungslage neu zu bewerten. Es kam jedoch im Laufe des Tages zu keinen weiteren Provokationen gegenüber den US-Streitkräften, und die Albaner schienen nun alles zu vermeiden, was als „feindselig“ aufgefasst werden könnte. Es konnte beobachtet werden, dass die Albaner auf dem Höhenrücken südwestlich des Wohnkomplexes (von dem aus sämtlicher Beschuss bzw. Bedrohungen des Vormittags ausgegangen war) Abdeckungen über Flak-Geschütze legten, um zu demonstrieren, dass sie keinen Kampf mit den Amerikanern führen wollten.

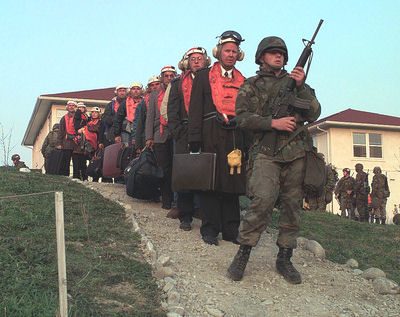
Zivilisten im Wohnkomplex Rilindja Ridge Housings auf dem Weg zu den Hubschraubern, 15. März 1997

Trotzdem wurden die Evakuierungsflüge am 14. März den restlichen Tag über ausgesetzt.
Am gleichen Tag geriet ein italienischer Hubschrauber über Tirana ebenfalls unter Beschuss durch Kleinwaffenfeuer, konnte seinen Flug aber fortsetzen. Es gab keine Verletzten an Bord.
Bis zur vorübergehenden Aussetzung der Evakuierung waren weitere 357 Zivilisten, darunter 278 amerikanische Staatsbürger, in Sicherheit gebracht worden. Unter den Personen befand sich auch eine weibliche Staatsangehörige Südafrikas, die auf ihrem Weg zur US-Botschaft bei einem Schusswechsel eine Verwundung an der Schulter davongetragen hatte. Sie wurde ebenfalls evakuiert und blieb die einzige Verwundete während der gesamten Operation.

### 15. März, Fortsetzung der Evakuierung
Am Tag darauf, dem 15. März, wurde die Evakuierung fortgesetzt. Den ganzen Tag über brachten Hubschrauber vom Typ CH-46E Sea Knight und CH-53E Super Stallion die Evakuierten aus Tirana auf die USS Nassau, von wo aus sie nach dem Umsteigen in andere Helikopter der US-Navy ebenfalls nach Brindisi geflogen wurden. Am Ende dieses Tages waren weitere 280 Personen evakuiert und in Sicherheit gebracht worden. Etwa 170 Marines waren an diesem Tag rund um den amerikanischen Wohnkomplex und auf dem Botschaftsgelände in Tirana gleichzeitig im Einsatz.
Am gleichen Tag kam es zu einer weiteren kritischen Situation. Zwei CH-53-Helikopter der Marines erhielten den Befehl, eine Gruppe türkischer Staatsangehöriger in Sicherheit zu bringen, die an einem Strand in der Nähe von Durrës festsaßen. Als die beiden Transporthubschrauber und der begleitende AH-1W SuperCobra an den angegebenen Koordinaten landeten, wurden sie nicht von den Türken erwartet, sondern von einer großen Anzahl „aufgeregter Albaner“, die fälschlicherweise annahmen, die Hubschrauber seien gekommen um sie auszufliegen, wie Hauptmann Van K. Tran bemerkte:

“People started coming to where we were and I didn’t think too much of it, until I noticed that people started running toward the Dash 1 helicopter. I turned to the co-pilot and said, “Hey, look at that [laughing], they are trying to get into Dash 1.” At that point I turned around and there were [already] Albanians inside my helicopter!”

„Die Leute fingen an, zu uns zu kommen, und ich dachte mir nicht viel dabei, bis ich bemerkte, dass die Leute auf den Dash-1-Hubschrauber zurannten. Ich drehte mich zum Co-Piloten um und sagte: „Hey, sieh dir das an [lacht], sie versuchen in die Dash-1 [Rufname des anderen Hubschraubers] zu kommen.“ In diesem Moment drehte ich mich um und da waren [auch schon] Albaner in meinem Hubschrauber!“

Die Marineinfanteristen mussten die Albaner wieder mit Gewalt aus dem Hubschrauber befördern, denn einige klammerten sich verzweifelt an die Sitze und alles, woran man sich festhalten konnte. Die Hubschrauber konnten nicht starten, weil die Piloten befürchteten, dass der anlaufende Heckrotor die Menschenmenge treffen würde. Schließlich hielten das Sicherheitsteam der begleitenden Marines und der vom Hauptrotor aufgewirbelte Sand die Albaner lange genug auf Abstand, so dass die Hubschrauber wieder abheben konnten.

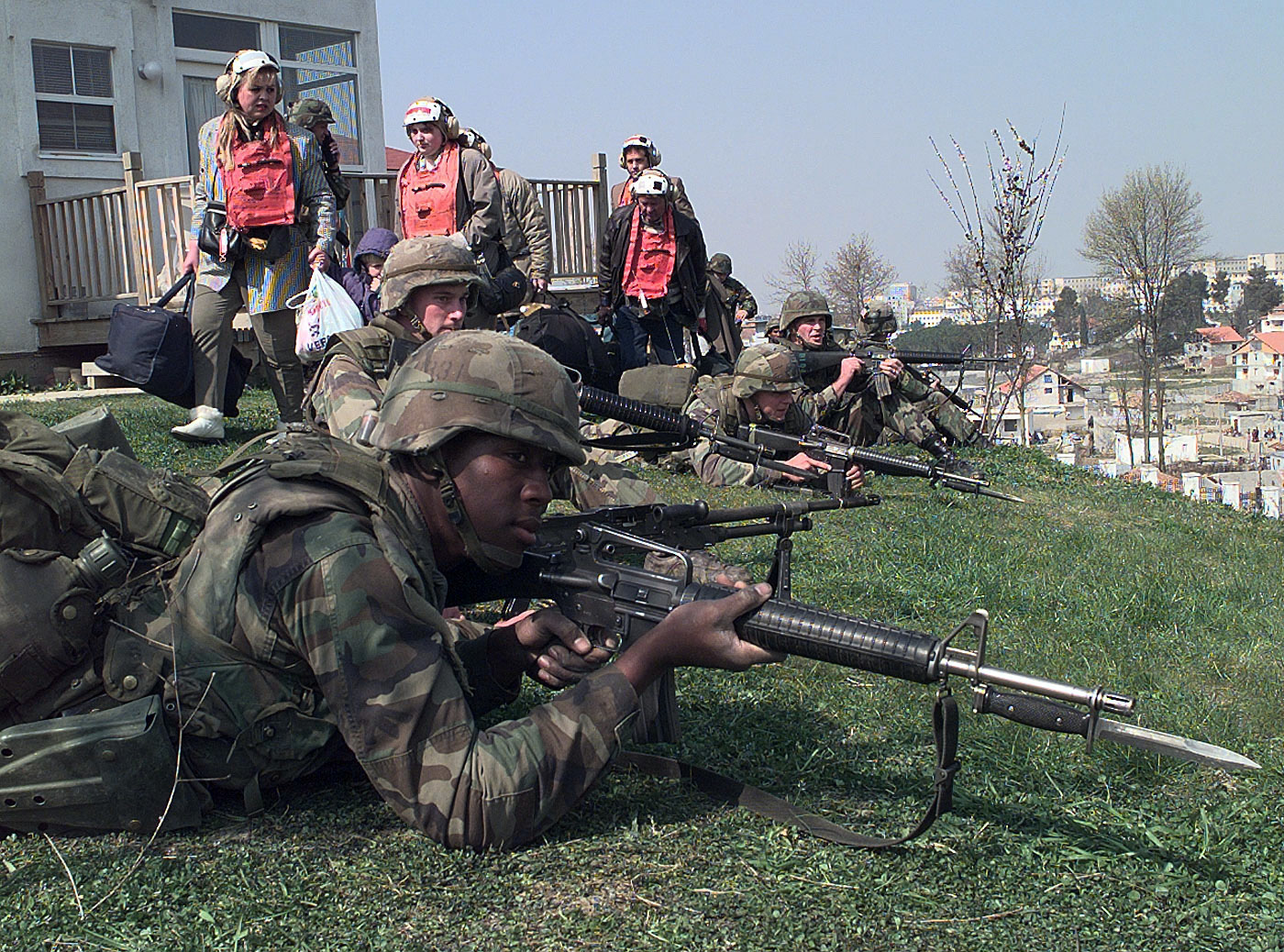
US-Marines decken mit ihrem M16-Gewehr im Anschlag die Evakuierung, 15. März 1997

Die türkischen Staatsangehörigen wurden schließlich von 14 niederländischen Marinesoldaten per Boot an Bord des Kriegsschiffs HNLMS Karel Doorman (F-827) gebracht und später an die türkische Fregatte Adatepe (F-251) übergeben.
Im Verlauf des Tages waren 280 Personen (insgesamt 688) evakuiert worden.

### 16. und 17. März, Evakuierung von albanischen Zivilisten auf See
Am 16. und 17. März wurden von den Marines 105 albanische Zivilisten von überladenen und maroden Flüchtlingsbooten aus dem Adriatischen Meer gerettet.
Der BLT-Kommandeur Oberstleutnant Richard S. Moore begann währenddessen in einem Rotationsverfahren weitere Einheiten der Marines von den Schiffen der ARG in das Botschafts- und Wohngebiet zu verlegen, um die Bravo-Kompanie zu entlasten.

### 20. März, Teilung der Amphibious Ready Group
In der Zwischenzeit hatte sich in Zentralafrika eine weitere Krise zugespitzt. Der drohende Zusammenbruch des Mobutu-Regimes im Ersten Kongokrieg im damaligen Zaire stellte eine wachsende Gefahr für die dortigen amerikanischen Staatsbürger dar. Die 26. MEU(SOC) war für sogenannte „(auf)geteilte Operationen“ (split operations) trainiert und ausgerüstet. So wurde die USS Nassau am 20. März zur Durchführung der Evakuierungsmission „Operation Guardian Retrieval“ in das fast 10.000 Kilometer entfernte Zaire entsandt. Zuvor ordnete Oberst Gardner aber an, dass sechs Hubschrauber sowie Munition und Ersatzteile auf die USS Nashville verbracht werden sollten, um mit dem Rest der ARG/MEU die Operationen in Albanien weiterführen zu können.

### 26. März, Abschluss der Evakuierung
Die Evakuierungen per Hubschrauber aus Tirana wurden bis zum 26. März fortgesetzt, wobei die Anzahl der evakuierten Personen mit jedem Tag abnahm. In der Zeitspanne zwischen dem 16. und dem 26. März wurde weitere 189 Zivilisten aus Tirana ausgeflogen.

### Zeitspanne bis 26. Mai
Offiziell endete die Evakuierungsmission am 26. März, aber die Marineinfanteristen sorgten mit etwa 100 Soldaten noch 30 weitere Tage für Sicherheit in der US-Botschaft und dem angeschlossenen Wohnkomplex. Anschließend übernahm eine gemischte italienisch-amerikanische Kompanie die Sicherheitsaufgaben in der italienischen und amerikanischen Botschaft. Die Marines kehrten am 29. April auf ihre Schiffe zurück. Sie blieben bis zur Ablösung (durch Teile der 22. MEU an Bord der Kearsarge) am 26. Mai noch in albanischen Gewässern. Anschließend verlegte die 26. MEU(SOC) zur Erholung auf den amerikanischen Flottenstützpunkt im spanischen Rota und traf dort auch auf die bereits am 2. Mai aus Zaire zurückgekehrten Teile des Verbands.

## Resultate der Operation

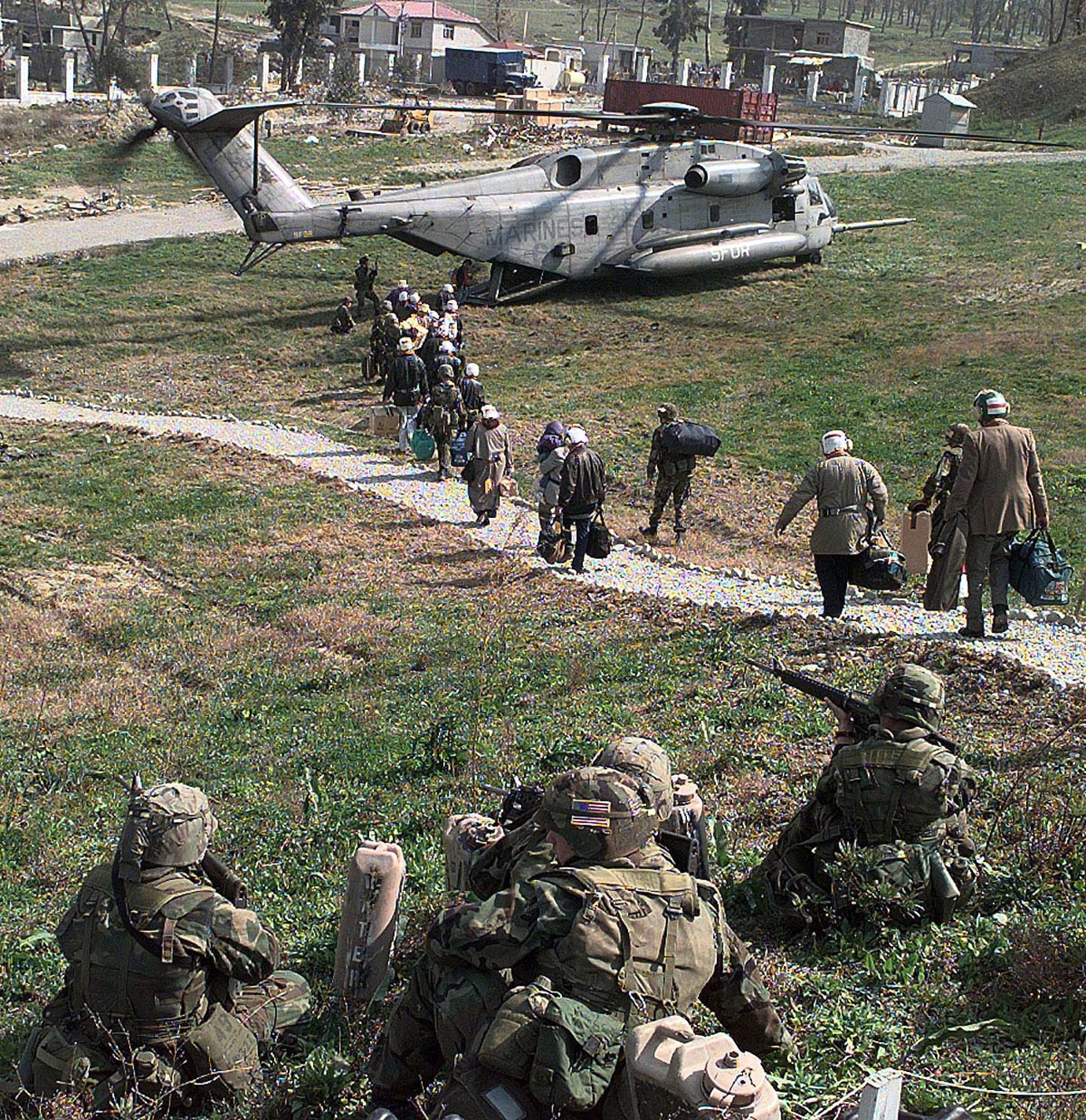
Zivilisten besteigen in der Landezone des Wohnkomplexes einen Sikorsky CH-53E Super Stallion Hubschrauber, 15. März 1997

Im Rahmen der Operation Silver Wake wurden insgesamt 982 Personen aus Albanien evakuiert. Dazu gehören auch die 105 albanischen Zivilisten, die von der US-Navy am 16. und 17. März von Flüchtlingsbooten gerettet wurden, enthalten.
Unter den evakuierten Personen waren 388 amerikanische Staatsbürger und 594 Personen aus insgesamt 18 Drittstaaten.
Es gab, bis auf die Ereignisse am 14. März, keine weiteren Kampfhandlungen oder einen Beschuss der Hubschrauber. Außer der erwähnten südafrikanischen Staatsbürgerin (deren Schusswunde nicht aus der Evakuierungsmission herrührte), gab es während der Operation keine weiteren Verletzten oder Verwundeten.

## Evakuierungsmissionen anderer Staaten
Ähnliche Evakuierungsmissionen wurden im gleichen Zeitraum auch von anderen europäischen Länder wie Deutschland (Operation Libelle) und Griechenland (Operation Cosmas) durchgeführt. Italien flog ebenfalls viele Zivilisten, darunter auch albanische Bürger zur medizinischen Versorgung, aus. In diesen Missionen wurden zusammen mehrere Hundert Botschaftsangehörige und andere Zivilisten auf dem Luft- und Seeweg aus Albanien evakuiert.
Im Rahmen der deutschen Mission „Operation Libelle“ entwickelte sich auf dem Flugplatz Lapraka, ein ehemaliger Militärflugplatz in Tirana, ein heftiger Schusswechsel zwischen Angehörigen des deutschen Evakuierungsteams und bewaffneten Albanern unbekannter Zugehörigkeit. Dies gilt als das erste Feuergefecht der Bundeswehr seit Ende des Zweiten Weltkrieges.

## Weitere Entwicklung der Lage in Albanien
Die Lage in Albanien stabilisierte sich im Laufe des März und April 1997 nicht spürbar, obwohl es mit der Regierung der nationalen Versöhnung zu einem Regierungswechsel gekommen war. Diese bat das Ausland um Hilfe. Am 15. April begann mit der Operation Alba der Einsatz einer über 7000 Mann starken multinationalen Schutztruppe auf Basis der Resolution 1101 des UN-Sicherheitsrats zur Wiederherstellung der öffentlichen Ordnung und Sicherheit. Die Schutztruppe blieb bis Mitte August im Land und konnte die Lage weitestgehend stabilisieren. Im Rahmen ihres Aufenthalts wurden auf Aufsicht der OSZE Neuwahlen durchgeführt, und Albanien konnte seinen Weg der demokratischen Entwicklung fortsetzen.

## Anmerkung
1. ↑  ehemals: USS Fanning FF-1076